# Robert Frimtzis
Robert Frimtzis (n. 1 septembrie 1930, Bălți, România – d. 25 decembrie 2022) a fost un inginer american, activist în domeniul călătoriilor în spațiul cosmic.

## Biografie
Robert Frimtzis s-a născut in 1930 la Bălți, România, astăzi Republica Moldova.
În 1950, a ajuns în Statele Unite, unde, în 1956, a primit diplomă de licență la City College din New York și un master în inginerie electrică în 1960 la Universitatea Columbia.
În 1984, Robert Frimtzis alături de soția sa, inginer mecanic, a fondat în Torrance, California, RFA Associates Inc., o companie de inginerie software, contractând cu companii aerospațiale importante precum TRW Inc., Hughes, Rockwell International și Northrop Grumman. De asemenea, RFA a dezvoltat un program de analiză logistică numit LISA pentru utilizare de către contractanții guvernamentali.
Robert Frimtzis este în prezent pensionat și locuiește în California.

## Carieră
A participat la dezvoltarea simulatoarelor de zbor pentru avioanele Boeing 707 și Douglas DC7 în secția Electronics Division a companiei Curtiss-Wright. Mai târziu, la Emerson Radio și Phonograph Co., a efectuat ingineria sistemelor pentru simulatorul de operator radar al Hughes MG-13 Fire Control cu scopul de a antrena operatorii de radar pe avionul de luptă F101B.
A coordonat Lunar Vehicle Gudiance Study la General Dynamics, Astronautics (GDA) din San Diego.
În 1962, la North American Aviation (Rockwel din Downey, California) s-a ocupat de cercetări în domeniul conducerii și controlului pentru sisteme avansate. Mai târziu, în calitate de manager de proiect pentru simulatorul de misiune Apollo (AMS), un dispozitiv conceput pentru a antrena astronauții să zboare pe lună, a lucrat îndeaproape cu Neil Armstrong.

## Lucrări principale
- Frimtzis, Robert. 2008. From Tajikistan to the Moon: a Story of Tragedy, Survival and Triumph of the Human Spirit. Rancho Santa Fe, CA: Eclipse Publishing.